# Soumarský most
Soumarský most (něm. Säumerbrücke) je historický most a současný silniční most přes Teplou Vltavu, asi 5 km na západ od Volar v jižních Čechách. Nedaleko se nacházejí Volarské šance, PP Malá niva a Soumarské rašeliniště (s NS Soumarské rašeliniště a rozhlednou Soumarský most)

## Historie
Nejstarší most na tomto místě vznikl patrně již nedlouho po vzniku prachatické větve Zlaté stezky. Na něj by se měl vztahovat i nedatovaný zápis pasovského biskupa Oty z Lonsdorfu, v němž se uvádí, že pasovský ženský klášter Niedernburg má část svých příjmů z mýta na Zlaté stezce odvádět vyšehradské kapitule a to na opravy mostu v lese (ad renovandum pontem in silva). Prvotní most či spíše brod Zlaté stezky přes Teplou Vltavu není v historických pramenech zaznamenán a proto je možné, že se nacházel na jiném místě a teprve později se ustálil na místě současného mostu. Jak je zmíněno v listině pasovského biskupa, byla údržbou mostu pověřena pražská vyšehradská kapitula, která měla na starosti Zlatou stezku od hranic až po dnešní Staré Prachatice. Tyto povinnosti postupně převzalo město Prachatice a to především v husitské a následně pohusitské době, kdy kapitula de facto ztratila svá vrchnostenská práva v oblasti. Prachatičtí most udržovali do konce existence Zlaté stezky a po třicetileté válce, která přinesla těžké boje o přechod přes Teplou Vltavu, nechali na jeho místě postavit most nový, neboť v roce 1652 byl starý most v havarijním technickém stavu. Tento most v roce 1937 nahradil most betonový, ale příliš dlouho nevydržel, neboť v roce 1945 byl vyhozen do povětří při osvobozovacích bojích v závěru 2. světové války a na místě došlo k opětovné výstavbě dřevěného mostu, který později nahradil železný most. Současný most pochází z roku 1998 a je opět betonový. Pozůstatky původního mostu se v oblasti doposud nepodařilo objevit.

### Starý Soumarský most
Zdá se však, že tento most není jediný, který se označuje jako soumarský. Server krajinypamatne.eu jako starý soumarský most označuje mostek přes Mechový potok. Také on by měl pocházet z doby Zlaté stezky, v roce 1841 starý dřevěný most nahradil nový kamenný. Za třicetileté války na bavorské straně patrně stála malá strážní stanice. Jelikož stojí na státních hranicích, nachází se na něm hraniční přechod Mlaka/Bischofsreuth určený pro pěší, cyklisty a běžkaře.
K mostu vede z české strany trasa NS Zlatá stezka, žlutá turistická značka od Českých Žlebů a cyklotrasa 1025, z rakouské strany červená cesta označovaná jako Unterer Goldener Steig.

## Dostupnost
Soumarský most se nachází přímo na silnici III/14141, odbočující ze silnice I/39 (z Volar na Lenoru) a pokračující na České Žleby. Turisty sem přivede žlutá turistická značka z Volar na České Žleby a také trasa naučné stezky Zlatá stezka. Pro cyklisty je zde cyklotrasa 1055. Autobusy staví v osadě na zastávce Volary, Soumarský Most, svoji zastávku zde mají i vlaky na trati Strakonice–Volary.